# Theodor Pelizäus
Theodor Anton Wilhelm Pelizäus (* 4. Januar 1820 in Rietberg; † 26. November 1898 in Krefeld) war ein deutscher Seidenfabrikant und Politiker.

## Leben
Pelizäus war ein Sohn des Gerichtsdirektors beim Land- und Stadtgericht Rietberg Benedikt Alexiu Anton Pelizäus (* 11. April 1779 in Rietberg; † 28. Dezember 1852 ebenda) und dessen Ehefrau Friederike geborene vom Hiddessen († in Rietberg). Er war römisch-katholisch und später altkatholisch und blieb unverheiratet. Johanna Pelizaeus war eine Schwester.
Pelizäus besuchte 1831/32 mindestens die Quinta und Quarta des königlichen Progymnasiums in Rietberg. Vor 1840 zog er nach Bielefeld und zwischen 1845 und 1859 nach Krefeld. Dort lebte er als Seidenfabrikant. 1860 wurde er Richter am Handelsgericht und war vom 11. April 1877 bis zur Auflösung des Handelsgerichtes dessen Präsident. 1859 wurde er als stellvertretendes Mitglied der Handelskammer Krefeld gewählt. Er leistete eine Stiftung von je 5000 Mark für das evangelische und das katholische Waisenhaus sowie zwei Gemälde für das Kaiser-Wilhelm-Museum in Krefeld.
Von 1876 bis zu seinem Tod 1898 war er Stadtverordneter in Krefeld. Von 1872 bis 1882 war er stellvertretender Abgeordneter im Provinziallandtag der Rheinprovinz. 1883 wurde er als Stellvertreter einberufen und nahm an den Landtagsberatungen teil. Von 1882 bis 1888 war er dann Abgeordneter. Er wurde im Stand der Städte und im Wahlkreis Krefeld gewählt. Die Regierung bewertete seine politische Position als „warmer Patriot und begeisterter Anhänger des Königshauses“. Auch nach der Wahlrechtsreform 1888 blieb er bis 1898 Abgeordneter, nun gewählt durch die Stadtverordnetenversammlung.
Von 1875 bis 1895 war er Mitglied der Ober-Ersatzkommission der 28. Infanterie-Brigade und Mitglied und Präsident der Tischgesellschaft „Die Wilden Männer“. 1880 wurde er mit dem Kronenorden 4. Klasse ausgezeichnet.